# Сестринівська сільська рада
Сестринівська сільська рада — колишній орган місцевого самоврядування у Козятинському районі Вінницької області з адміністративним центром у с. Сестринівка.

## Населені пункти
Сільській раді підпорядковані населені пункти:
- с. Сестринівка

## Склад ради
Рада складається з 16 депутатів та голови.